# 勝ち抜き!アイドル天国!!ヌキ天
勝ち抜き!アイドル天国!!ヌキ天（かちぬきアイドルてんごくヌキてん）はGyaO（2009年9月7日正午～）で配信されたオリジナルバラエティ番組。2007年11月14日（生放送日）から2009年10月28日（最終回配信日）まで放送。ただし、本選は2009年9月16日（第49回）の配信をもって終了。全52回。隔週放送である。略称はヌキ天。
参加アイドルたちが、メジャーデビュー権利を競い合うオーディション番組だったが、協賛企業の財政悪化のため、優勝者が予定されていた十分なデビュー支援を受けられぬまま、番組が打ち切りになった。
東京ミッドタウン33階特設スタジオから2008年12月10日放送分（第3部（第29回））までは生放送、2009年1月21日放送分（第4部（第32回））からは収録形式で放送することになった。

## 略歴
- 2007年11月14日：放送開始、初代ヌキ天プリンセス・太田ゆうき。

### 2008年
- 2月20日：USEN関連事務所ディスカバリー・エンターテインメント所属のちゃーみーくいーんがヌキ天クイーンになる。第1部終了。
- 3月5日：第2部開始。
- 3月14日：「ヌキっ娘カタログ」、「ちゃーみーくいーんデビューまでの道のり」配信開始。
- 5月18日：ヌキ天主催イベント「ヌキフェス」開催。
- 5月25日：第1部のヌキ天プリンセスの1組・リトル☆レンズ活動終了。
- 5月30日：「PLIMEメジャーデビューへの道のり」、「ヌキフェス・アーカイブ放送版」配信開始。
- 6月：第3部への移行準備のため、1組あたりの持ち時間短縮。
- 7月1日：動画紹介・Web投票廃止（7月9日放送分より）。第3部に移行。
- 8月22日：第2部のヌキ返しプリンセス・Survivё、権利を行使せぬまま活動終了。
- 9月5日：公式ホームページ上で4週勝ち抜きを条件に出場者と情報提供者に賞金100万円を渡すことと、出場者と情報提供者を求める記事を発表（放送では9月3日発表）。
- 12月15日：ヌキ天主催イベント「ヌキフェスVol.2」開催。ROLLYプロデュース・ヌキ天スペシャルユニット（ROLLYユニット）結成。
- 12月31日：「ヌキフェスVol.2・アーカイブ放送版」配信開始。
- 2008年限りでコンズが制作会社から外れる。

### 2009年
- 1月9日：従来の生放送から収録形式に変更および出場者の事前公開・プロフィールの公開の廃止（1月17日収録・21日放送・23日アーカイブ放送開始分より）。第4部に移行。
- 1月21日：ちゃーみーくいーんメジャーデビュー。
- 3月20日：KYORAKU MIBRO が制作会社に加わる。賞金100万円ルールが発表されなくなる（アーカイブ放送開始日基準）。第5部に移行。
- 5月1日：ROLLYユニットの名称を「たれめのロリーズ」に決定。敗者復活オーディションの開催の案内がされる（アーカイブ放送開始日基準）。
- 5月29日：トップページの更新で番組開始時の「メジャーデビュー」から「CDデビュー」に変更。
- 7月24日：Negiccoが2代目ヌキ天クイーンになる（アーカイブ放送開始日基準）。
- 9月2日～11月30日：たれめのロリーズ「恋のおねだり人形」MP3無料配信。
- 9月4日：リベンジステージ（敗者復活オーディション）本選開始。リベンジステージ挑戦者は2週目からスタート（アーカイブ放送開始日基準）。
- 9月7日：「ちゃーみーくいーんデビューまでの道のり」、「PLIMEメジャーデビューへの道のり」配信終了。
- 9月7日：GyaO のヤフー株式会社移管（9月7日正午）により（新）特集ページから出場者募集の事項が消える。
- 9月16日：GyaO のヤフー株式会社移管によりアーカイブ放送のみの配信になる（アーカイブ放送開始日基準）。
- 9月16日：今回の本編アーカイブ放送から配信期限がこれまでの配信開始日の8週間後から一律2009年11月30日に変更される。
- 9月16日：今回のアーカイブ放送をもって本選終了。
- 10月11日：ヌキ天主催イベント「ラストヌキフェス」開催。
- 10月28日：「輝け!!ヌキ天オールスターズ大集合！　グランドフィナーレ」のアーカイブ放送をもって番組終了。
- 11月30日：「勝ち抜き!アイドル天国!!ヌキ天」、「ヌキっ娘カタログ」、「ヌキフェス・アーカイブ放送版」、「ヌキフェスVol.2・アーカイブ放送版」配信終了。これにより「勝ち抜き!アイドル天国!!ヌキ天」は幕を閉じることになる。

## 概要
真のアイドルを目指すアイドルのタマゴたちが特設ライブハウスに集結し、パフォーマンスを披露する。Web投票（第17回（第2部）まで）とパフォーマンス審査（第29回（第3部）まで生放送）で4週勝ち抜けばメジャーデビューへの切符が渡される。

※2009年5月29日のトップページの更新より、メジャーデビューからCDデビューに変更
第5部（リベンジステージ）
失格した挑戦者がブラザートムの指導を受けて再挑戦を目指すイベント。本選は2週目からスタート。

## メジャーデビューまでの流れ
※2009年5月29日のトップページの更新より、メジャーデビューからCDデビューに変更
1. 都内のライブ会場で公開収録による予選会が開催される。
2. 本選に出場する4組のアイドルが動画で紹介される。視聴者によるWeb投票が行われる（第17回（第2部）まで）。
3. 生放送（第29回（第3部）まで・第32回以降は番組収録）で日頃行っているパフォーマンスを披露する。審査員はWeb投票とパフォーマンスを参考に審査を行う（ただし、Web投票は実際には審査には使われておらず、番組初期にWeb投票トップのアイドルが追加アピールできたことと、もう一度挑戦できる「ヌキ返し」を決めることくらい）。
4. 4週勝ち抜いた1組に（第2部～第5部：4週合格すると）メジャーデビュー（CDデビュー）の切符が渡される。

※2008年5月8日のヌキ天トップページの更新で予選会の案内の事項が消されている。

### 第1部
- 敗者に対してWeb投票などの結果により、次回もう一度挑戦できる「ヌキ返しプリンセス」が選ばれる（該当者なしの場合あり）。

### 第2部～第5部
5名の審査員が「勝ち抜き」（合格）か「残念」（失格）かをジャッジする。
- 1週目…5名中、2名の審査員が「勝ち抜き」で勝ち抜き（合格）・次回出場、2週目へ
- 2週目…5名中、3名の審査員が「勝ち抜き」で勝ち抜き（合格）・次回出場、3週目へ
- 3週目…5名中、4名の審査員が「勝ち抜き」で勝ち抜き（合格）・次回出場、4週目へ
- 4週目…5名中、5名の審査員が「勝ち抜き」で勝ち抜き（合格）、メジャーなアイドルとしてのデビューの権利を獲得

4週合格の場合、ヌキ天クイーンの称号が与えられ、CDデビュー、グラビアDVDリリース、GyaO番組レギュラー出演などなどメジャーなアイドルとしての強力なバックアップが入る。
合格できない場合は失格。合格した場合は、次回の課題が課せられる。失格の場合は、Web投票で一定数以上の票があると、次回もう一度挑戦できる「ヌキ返し」の権利が与えられる（ただし例外もあり・第13回まで）。

## 出演者

### MC
- スピードワゴン
- 土岐田麗子

## 審査員

### レギュラー
第1部
- ランティス、バーニングパブリッシャーズの音楽プロデューサー

第2部、第3部
- EMIミュージック・ジャパンの音楽プロデューサー
- アップフロントワークスの音楽プロデューサー
- バーニングパブリッシャーズの音楽プロデューサー

第4部
- 松崎しげる
- ブラザートム
- FLASH の芸能記者
- EMIミュージック・ジャパンの音楽プロデューサー
- GyaOバラエティ編集長

第5部
- ROLLY
- ブラザートム
- 吉田豪
- 腐男塾部長 紫集院曜介
- アップフロントワークスの音楽プロデューサー
- ユーズミュージックの音楽プロデューサー

### 準レギュラー
第1部
- ROLLY
- アンガールズ
- 保田圭
- 北陽

第2部、第3部
- ROLLY
- 真矢
- ブラザートム
- FLASH の芸能記者

### ゲスト審査員
第2回
- 松澤由美

第4回
- ブラザートム

### アイドル
第1回
- 美勇伝

第2回
- メロン記念日

第4回
- 時東ぁみ

第17回
- PLIME（名誉ヌキ天クイーン扱い）

第32回・第36回～第38回
- ちゃーみーくいーん

第48回～第49回
- たれめのロリーズ

## 挑戦者

### 第1部
- ◇：ディスカバリー・エンターテインメント（USEN関連事務所）所属タレント
- ※：ヌキ返しプリンセス（第1部で再出場）
- ※※：ヌキ返しプリンセス（第2部で再出場）

| 回（放送日）        | 挑戦者            | 挑戦者                       | 挑戦者        | 挑戦者              |
| ------------------- | ----------------- | ---------------------------- | ------------- | ------------------- |
| 1（2007年11月14日） | 東京メトロちゃん※ | 南端彩◇                      | 松本香苗      | 太田ゆうき          |
| 2（2007年11月28日） | Saori@destiny     | 鈴木まりえ                   | リトル☆レンズ | 太田ゆうき          |
| 3（2007年12月12日） | 関根沙亜耶        | あさくらはるか17             | リトル☆レンズ | モンロー・ビッチ    |
| 4（2007年12月26日） | 東京メトロちゃん  | いちご姫withいちごダンサーズ | リトル☆レンズ | ちゃーみーくいーん◇ |
| 5（2008年1月9日）   | HAPPY&PAPY※※      | ゅん((･∀･))ゅん              | d-trance      | ちゃーみーくいーん◇ |
| 6（2008年1月23日）  | Survivё※※         | メラニー                     | FICE          | ちゃーみーくいーん◇ |
| 7（2008年2月6日）   | なえなんZ         | 桜井聖良                     | リトル☆レンズ | ちゃーみーくいーん◇ |
| 8（2008年2月20日）  | 柳まお            | Cutie Pai※※                  | リトル☆レンズ | ちゃーみーくいーん◇ |

- 東京メトロちゃんは出場当時の名前。
- 第7回は、リトル☆レンズとちゃーみーくいーんが勝負保留（勝ち抜き数そのまま）、それ以外の2組敗戦。
- 第8回は、ちゃーみーくいーんが4週勝ち抜き。

### 第2部
- 括弧内：挑戦週（ない場合は1週目）、◎：勝ち抜き（合格）、×：勝ち抜きならず（失格）
- ［ヌ］：ヌキ返し再挑戦、［再］：ヌキ返しによらない再挑戦
- ＊：メジャーデビュー経験ユニット

| 回（放送日）        | 挑戦者                | 挑戦者                              | 挑戦者         | 挑戦者         |
| ------------------- | --------------------- | ----------------------------------- | -------------- | -------------- |
| 9（2008年3月5日）   | 森沢音◎               | 森崎まみ◎                           | 千原愛理◎      | Survivё［ヌ］◎ |
| 10（2008年3月19日） | Cutie Pai［ヌ］◎      | 【キャラメル☆リップス】.com×        | 川元由香×      | 森崎まみ(2)◎   |
| 11（2008年4月2日）  | 雅千夏◎               | me_ho＊◎                            | 千原愛理(2)×   | Survivё(2)◎    |
| 12（2008年4月16日） | PLIME＊◎              | 森沢音(2)◎                          | Cutie Pai(2)◎  | 森崎まみ(3)◎   |
| 13（2008年4月30日） | 装置メガネ（男性）＊× | 兄顔しずか＊◎                       | 雅千夏(2)◎     | Survivё(3)×    |
| 14（2008年5月14日） | 桜井聖良［再］◎       | いちご姫withいちごダンサーズ［再］◎ | me_ho(2)◎      | Cutie Pai(3)×  |
| 15（2008年5月28日） | ゆめ☆たまご◎          | 河井彬◎                             | 雅千夏(3)×     | 森沢音(3)◎     |
| 16（2008年6月11日） | HAPPY&PAPY［ヌ］◎     | りりあん◎                           | マ2ッシュROOM◎ | me_ho(3)◎      |
| 17（2008年6月25日） | もも子◎               | ゆめ☆たまご(2)◎                     | 桜井聖良(2)◎   | りりあん(2)◎   |

- 第13回は装置メガネとSurvivёがヌキ返しに選ばれたが、Survivёは権利を行使せぬまま活動終了。
- 第14回に2週目出場予定のPLIMEが欠場したため、急遽、いちご姫withいちごダンサーズが出場した。
- 第14回に3週目出場のCutie Paiは、Web投票で第9回-第13回のルールでのヌキ返しに選ばれるのに必要な票数を得ている。
- 1週勝ち抜き中のPLIMEはメジャーデビューが決定し、名誉ヌキ天クイーン扱いになった。
- ヌキ返し制度は第14回（事実上第13回）まで実施。
- 第15回の河井彬の出番の時にメトロポリちゃんV（ファイブ）（旧名：東京メトロちゃん）が乱入出演。改名報告を行う。
- 1週勝ち抜き中の兄顔しずかは2008年7月23日から10月9日まで活動休止。
- 1週勝ち抜き中のHAPPY&PAPYは2008年8月16日で活動終了。

### 第3部
- 括弧内：挑戦週（ない場合は1週目）、◎：勝ち抜き（合格）、×：勝ち抜きならず（失格）
- ［再］：ヌキ返しによらない再挑戦
- ◇：USEN関連事務所所属ユニット
- ＊：メジャーデビュー中のユニット

| 回（放送日）         | 挑戦者                        | 挑戦者                  | 挑戦者          | 挑戦者                     | 挑戦者            | 挑戦者            |
| -------------------- | ----------------------------- | ----------------------- | --------------- | -------------------------- | ----------------- | ----------------- |
| 18（2008年7月9日）   | エプロン宮殿◎                 | 小嶋じゅん◎             | もも子(2)◎      | 河井彬(2)◎                 | マ2ッシュROOM(2)◎ | 森崎まみ(4)×      |
| 19（2008年7月23日）  | 山下若菜◎                     | コスメティックロボット◎ | 永作あいり◎     | エプロン宮殿(2)×           | りりあん(3)◎      | me_ho＊(4)×       |
| 20（2008年8月6日）   | 赤松唯×                       | Pile＊◎                 | 山下若菜(2)×    | 小嶋じゅん(2)◎             | ゆめ☆たまご(3)×   | もも子(3)◎        |
| 21（2008年8月20日）  | はるな梢◎                     | 中山怜香◇◎              | Pile(2)×        | コスメティックロボット(2)◎ | 桜井聖良(3)◎      | りりあん(4)×      |
|                      | ＊ 賞金100万円ルール発表後 ＊ |                         |                 |                            |                   |                   |
| 22（2008年9月3日）   | Starmarie◎                    | 福見真紀◎               | 平城さやか◎     | 安西かな◎                  | 河井彬(3)×        | 森沢音(4)×        |
| 23（2008年9月17日）  | 湯地友美◎                     | 福見真紀(2)◎            | はるな梢(2)◎    | 中山怜香(2)◎               | マ2ッシュROOM(3)◎ | もも子(4)×        |
| 24（2008年10月1日）  | なえなんZ［再］◎              | TEAM WEST WIND◎         | アバンギャル'S× | 平城さやか(2)◎             | 小嶋じゅん(3)◎    | 桜井聖良(4)×      |
| 25（2008年10月15日） | 永作あいり(2)◎                | 安西かな(2)◎            | なえなんZ(2)×   | Starmarie(2)◎              | はるな梢(3)×      | 平城さやか(3)◎    |
| 26（2008年10月29日） | Initial Y◎                    | 寺西加織◎               | 湯地友美(2)◎    | TEAM WEST WIND(2)◎         | 福見真紀(3)×      | マ2ッシュROOM(4)× |
| 27（2008年11月12日） | 杏野はるな◎                   | Initial Y(2)×           | 寺西加織(2)×    | 安西かな(3)◎               | 永作あいり(3)×    | 小嶋じゅん(4)×    |
| 28（2008年11月26日） | 遠藤麻生◎                     | 高田聖子（さとこ）◎     | MUSES◎          | 杏野はるな(2)×             | 湯地友美(3)◎      | 平城さやか(4)×    |
| 29（2008年12月10日） | Negicco◎                      | 成木未菜◎               | 中嶋さとみ◎     | 高田聖子(2)◎               | 遠藤麻生(2)◎      | 中山怜香(3)◎      |
| 30（ROLLYユニット）  | 小嶋じゅん                    | 桜井聖良                | 平城さやか      | 森崎まみ◎                  | 森沢音◎           | りりあん◎         |

- 第1部に出場の関根沙亜耶は3人組ユニットStarmarieとして再挑戦。

### 第4部 - 第5部（収録）
- 2009年1月17日：ちゃーみーくいーん、湯地友美、安西かな、Negicco、TEAM WEST WIND、遠藤麻生、中嶋さとみ、米倉理香 、高田聖子、MUSES、成木未菜
- 2009年2月11日：Survivё-ZERO、喜田ともみ、スタイリッシュハート、平出杏、有岡由衣、米倉理香、遠藤麻生
- 2009年3月14日：徳永未夢、有岡由衣、成木未菜、スタイリッシュハート、喜田ともみ、Starmarie、米倉理香、Negicco、ちゃーみーくいーん
- 2009年4月4日：出場者非公開

### 第5部（リベンジステージ）
日付はアーカイブ放送開始日
- 第42回（2009年6月12日）：成木未菜、小嶋じゅん
- 第43回（2009年6月26日）：平城さやか、山下若菜
- 第45回（2009年7月24日）：湯地友美、河井あき（旧名：河井彬）、米倉理香
- 第46回（2009年8月7日）：山下若菜、小嶋じゅん、成木未菜
- 第47回（2009年8月21日）：平城さやか、湯地友美、米倉理香、河井あき
- 第48回（2009年9月4日）：リベンジステージ本選開始

リベンジステージ本選に出場できなかった挑戦者
- 小嶋じゅん、河井あき、米倉理香

### 第4部
- 括弧内：挑戦週（ない場合は1週目）、◎：勝ち抜き（合格）、×：勝ち抜きならず（失格）

| 回（アーカイブ放送開始日） | 挑戦者    | 挑戦者         | 挑戦者       | 挑戦者             | 挑戦者                   | 挑戦者       |
| -------------------------- | --------- | -------------- | ------------ | ------------------ | ------------------------ | ------------ |
| 32（2009年1月23日）        | 米倉理香◎ | 中嶋さとみ(2)× | Negicco(2)◎  | TEAM WEST WIND(3)× | 遠藤麻生(3)◎             | 湯地友美(4)× |
| 33（2009年2月6日）         | DAM◎      | MUSES(2)◎      | 成木未菜(2)◎ | 高田聖子(3)×       | Negicco(3)◎              | 安西かな(4)× |
| 34（2009年2月20日）        | －－－    | －－－         | 喜田ともみ◎  | Survivё-ZERO◎      | スタイリッシュハート◎    | 米倉理香(2)◎ |
| 35（2009年3月6日）         | －－－    | －－－         | 有岡由衣◎    | 平出杏◎            | スタイリッシュハート(2)◎ | 遠藤麻生(4)× |

- 第1部・第2部に出場のSurvivёは、Survivё-ZEROとしてヌキ返し再挑戦。
- 1週勝ち抜き中のDAMは2009年4月1日で活動終了。

### 第5部（その1）
- 括弧内：挑戦週（ない場合は1週目）、◎：勝ち抜き（合格）、×：勝ち抜きならず（失格）、－：保留
- ◇：USEN関連事務所所属ユニット

| 回（アーカイブ放送開始日） | 挑戦者       | 挑戦者            | 挑戦者                     | 挑戦者           |
| -------------------------- | ------------ | ----------------- | -------------------------- | ---------------- |
| 36（2009年3月20日）        | 徳永未夢◎    | 喜田ともみ(2)◎    | 成木未菜(3)×               | Negicco(4)－     |
| 37（2009年4月3日）         | 有岡由衣(2)× | Starmarie(3)×     | スタイリッシュハート(3)◎   | 米倉理香(3)×     |
| 38（2009年4月17日）        | 間宮レイナ◎  | 愛子◎             | コスメティックロボット(3)◎ | 中山怜香◇(4)×    |
| 39（2009年5月1日）         | Dealead◎     | うさみ家◎         | 平出杏(2)×                 | Survivё-ZERO(2)◎ |
| 40（2009年5月15日）        | あいやや。◎  | 宝城里音◎         | 徳永未夢(2)◎               | 喜田ともみ(3)◎   |
| 41（2009年5月29日）        | 京本百加◎    | 橋元優菜◎         | うえきみゆ◎                | 間宮レイナ(2)◎   |
| 42（2009年6月12日）        | 小川杏奈◎    | Preview◎          | Salt&Vinegar◎              | Negicco(4)－     |
| 43（2009年6月26日）        | ひめのみさ◎  | チェ・キョンジン◎ | ティーンズ☆ヘブン◎         | 愛子(2)◎         |

- 第3部・第4部に出場の遠藤麻生は3人組ユニットティーンズ☆ヘブンとして再挑戦。

### 第5部（その2）
- 括弧内：挑戦週（ない場合は1週目）、◎：勝ち抜き（合格）、×：勝ち抜きならず（失格）
- ［R］：リベンジステージ挑戦者（挑戦週のない場合は2週目）

| 回（アーカイブ放送開始日） | 挑戦者                                      | 挑戦者           | 挑戦者           | 挑戦者         | 挑戦者                   |
| -------------------------- | ------------------------------------------- | ---------------- | ---------------- | -------------- | ------------------------ |
| 44（2009年7月10日）        | 京本百加(2)◎                                | 宝城里音(2)◎     | Survivё-ZERO(3)× | 間宮レイナ(3)× | スタイリッシュハート(4)× |
| 45（2009年7月24日）        | Preview(2)◎                                 | Salt&Vinegar(2)◎ | うえきみゆ(2)◎   | 徳永未夢(3)◎   | Negicco(4)◎              |
| 46（2009年8月7日）         | －－－                                      | NACHI◎           | あいやや。(2)◎   | 橋元優菜(2)◎   | 喜田ともみ(4)×           |
| 47（2009年8月21日）        | －－－                                      | 高里零◎          | 鈴木和歌奈◎      | 小川杏奈(2)◎   | チェ・キョンジン(2)◎     |
| 48（2009年9月4日）         | －－－                                      | HARUKANA◎        | 山下若菜［R］◎   | 湯地友美［R］◎ | 徳永未夢(4)×             |
|                            | ＊ GyaO のヤフー株式会社移管後（9月7日） ＊ |                  |                  |                |                          |
| 49（2009年9月16日）        | －－－                                      | 成木未菜［R］◎   | 平城さやか［R］◎ | Preview(3)×    | うえきみゆ(3)◎           |

### 第2部 - 第5部の結果
［R］：リベンジステージ挑戦者

#### ヌキ天クイーン
- Negicco（2代目）

#### 名誉ヌキ天クイーン（ROLLYユニット）
- 森崎まみ、森沢音、りりあん（全員3週勝ち抜き）

#### 名誉ヌキ天クイーン
- PLIME（1週勝ち抜き中で挑戦終了）

#### 1週目勝ち抜きならず
- 【キャラメル☆リップス】.com、川元由香、装置メガネ、赤松唯、アバンギャル'S

#### 1週勝ち抜き
- 千原愛理、HAPPY&PAPY、エプロン宮殿、山下若菜、Pile、なえなんZ、Initial Y、寺西加織、杏野はるな、中嶋さとみ、DAM、有岡由衣、平出杏

#### 2週勝ち抜き
- Survivё、Cutie Pai、雅千夏、ゆめ☆たまご、河井あき、はるな梢、福見真紀、永作あいり、TEAM WEST WIND、高田聖子、成木未菜、Starmarie、米倉理香、Survivё-ZERO、間宮レイナ、Preview

#### 3週勝ち抜き
- me_ho、もも子、桜井聖良、マ2ッシュROOM、小嶋じゅん、平城さやか、湯地友美、安西かな、遠藤麻生、中山怜香、スタイリッシュハート、喜田ともみ、徳永未夢

#### 1週勝ち抜き中に番組終了
- 兄顔しずか、いちご姫withいちごダンサーズ、うさみ家、Dealead、ティーンズ☆ヘブン、ひめのみさ、NACHI、高里零、鈴木和歌奈、HARUKANA

#### 2週勝ち抜き中に番組終了
- MUSES、愛子、京本百加、宝城里音、Salt&Vinegar、あいやや。、橋元優菜、小川杏奈、チェ・キョンジン、山下若菜［R］、湯地友美［R］、成木未菜［R］、平城さやか［R］

#### 3週勝ち抜き中に番組終了
- コスメティックロボット、うえきみゆ

### これまでの歩みを振り返る、総集編
MC陣に加えてROLLY・ブラザートムで振り返ることになった。
| 放送回（配信日）     | テーマ                                    | 出演者 |
| 50（2009年9月30日）  | 超個性派 Part.1                           | 松本香苗、メトロポリちゃんV、鈴木まりえ、あさくらはるか17、いちご姫withいちごダンサーズ、 ゅん((･∀･))ゅん、FICE、なえなんZ、Cutie Pai、装置メガネ、兄顔しずか、山下若菜 |
| 50（2009年9月30日）  | 正統派                                    | Saori@destiny、d-trance、桜井聖良、me_ho、中山怜香、京本百加、小川杏奈、うえきみゆ                                                                                      |
| 50（2009年9月30日）  | セクシー系                                | 太田ゆうき、モンロー・ビッチ、赤松唯、柳まお、森崎まみ、永作あいり、Initial Y、寺西加織、 徳永未夢、間宮レイナ、橋元優菜、ひめのみさ                                    |
| 50（2009年9月30日）  | ちゃーみーくいーん 〜デビューへの道のり〜 | ちゃーみーくいーん |
| 51（2009年10月14日） | 超個性派 Part.2                           | メラニー、平城さやか、MUSES、スタイリッシュハート、喜田ともみ、 愛子、うさみ家、あいやや。、Salt&Vinegar、高里零                                                        |
| 51（2009年10月14日） | ROLLY&ブラザートム迷言集?                 | |
| 51（2009年10月14日） | たれめのロリーズ 〜デビューへの道のり〜   | たれめのロリーズ（森崎まみ、森沢音、りりあん） |
| 51（2009年10月14日） | 涙・涙・涙                                | 米倉理香、平出杏、森沢音、ひめのみさ、喜田ともみ、徳永未夢 |
| 51（2009年10月14日） | Negicco〜デビューまでの道のり〜           | Negicco |

### 輝け!!ヌキ天オールスターズ大集合！　グランドフィナーレ
最終回放送（#52、2009年10月28日）で、10月12日に行われたラストヌキフェスを放送した。
MC
- スピードワゴン
- 土岐田麗子

出演者
1. ちゃーみーくいーん
2. 河井あき
3. 米倉理香
4. 湯地友美
5. メトロポリちゃんV
6. 京本百加
7. 小川杏菜
8. Salt&Vinegar
9. 山下若菜
10. スタイリッシュハート
11. 平城さやか
12. 喜田ともみ
13. たれめのロリーズ（森崎まみ、森沢音、りりあん）

VTR出演
1. ROLLY
2. Negicco
3. ブラザートム

- 制作協力:株式会社メディアスパイス
- 制作著作:USEN・KYORAKU MIBRO